# Eysturoy
Eysturoy [ˈɛstɹɔi] (en danois : Østerø, c'est-à-dire : l'île de l'Est) est la deuxième plus grande île de l'archipel des Féroé. Elle se trouve, séparée par un bras de mer, à l'est de l'île principale de Streymoy.
L'île est également la deuxième île la plus peuplée de l'archipel. Les localités les plus importantes sont Fuglafjørður au Nord ainsi que Runavík et Nes/Toftir au Sud.
Le territoire de l'île est partagé en sept communes : Fuglafjørður, Sunda, Eiði, Runavík, Nes, Sjóvar et Eystur.
Eysturoy est reliée à l'île de Streymoy par un pont routier. Les insulaires le décrivent (par plaisanterie) comme étant le seul pont routier au-dessus de l'Atlantique (les gens originaires de l'île écossaise de Seil revendiquent également ce fait)[réf. souhaitée]. Il y a également le port de Leirvík sur la côte est, duquel part un tunnel sous-marin, inauguré fin avril 2006, qui permet d'accéder à la ville de Klaksvík sur l'île de Borðoy.

## Autres villages
Elduvík, Funningsfjørður, Funningur, Glyvrar, Gøtueiði, Gøtugjógv, Hellur, Innan Glyvur, Kolbanargjógv, Lambareiði, Lambi, Ljósá, Morskranes, Norðragøta, Norðskáli, Oyndarfjørður, Oyrarbakki, Oyri, Rituvík, Saltangará, Saltnes, Selatrað, Skálafjørður, Skáli, Skipanes, Strendur, Svínáir, Syðrugøta, Søldarfjørður, Toftir, Æðuvík.